# Mercado Central de Abastos (Jerez)
El Mercado Central de Abastos de Jerez, también conocido como Plaza de Abastos o popularmente la Plaza se encuentra en el centro histórico-comercial de Jerez de la Frontera (Andalucía, España), en la calle Doña Blanca.
El mercado se encuentra en el edificio levantado sobre el antiguo convento de San Francisco, adquirido al Estado tras la desamortización de Mendizabal. La primera piedra se colocó el 29 de junio de 1873. Se terminó de construir en 1885, siendo uno de los mercados de abastos más antiguos de la provincia de Cádiz.

## Edificio
El edificio es de estilo neoclásico, y fue obra del arquitecto municipal José Esteve. Las fachadas están construidas en piedras y adornadas con cerámica vidriada en la que se han dibujado las grecas que tuvieron en su construcción.
Las entradas y puertas principales conservan las rejas de hierro primitivas y a través de la calle Parada y Barreto se accede a la entrada principal mediante un bello paseo con numerosos naranjos.
Las partes de hierro de las armaduras fueron realizadas en Marchiennes (Francia).

## Equipación
El Mercado Central de Abastos se divide principalmente en tres áreas: carne, pescado y fruta y verduras.
Actualmente el interior del edificio alberga 115 puestos, repartidos de la siguiente forma: 43 de frutas y hortalizas, 40 de pescados, 15 de carnes, 7 de recovas, 2 de aceitunas, 3 de ultramarinos, 1 panadería, 1 de congelados, 2 de especies y 1 bar.
El Mercado dispone de cuatro cámaras frigoríficas en los sótanos, donde se pueden conservar los productos perecederos de los comerciantes.

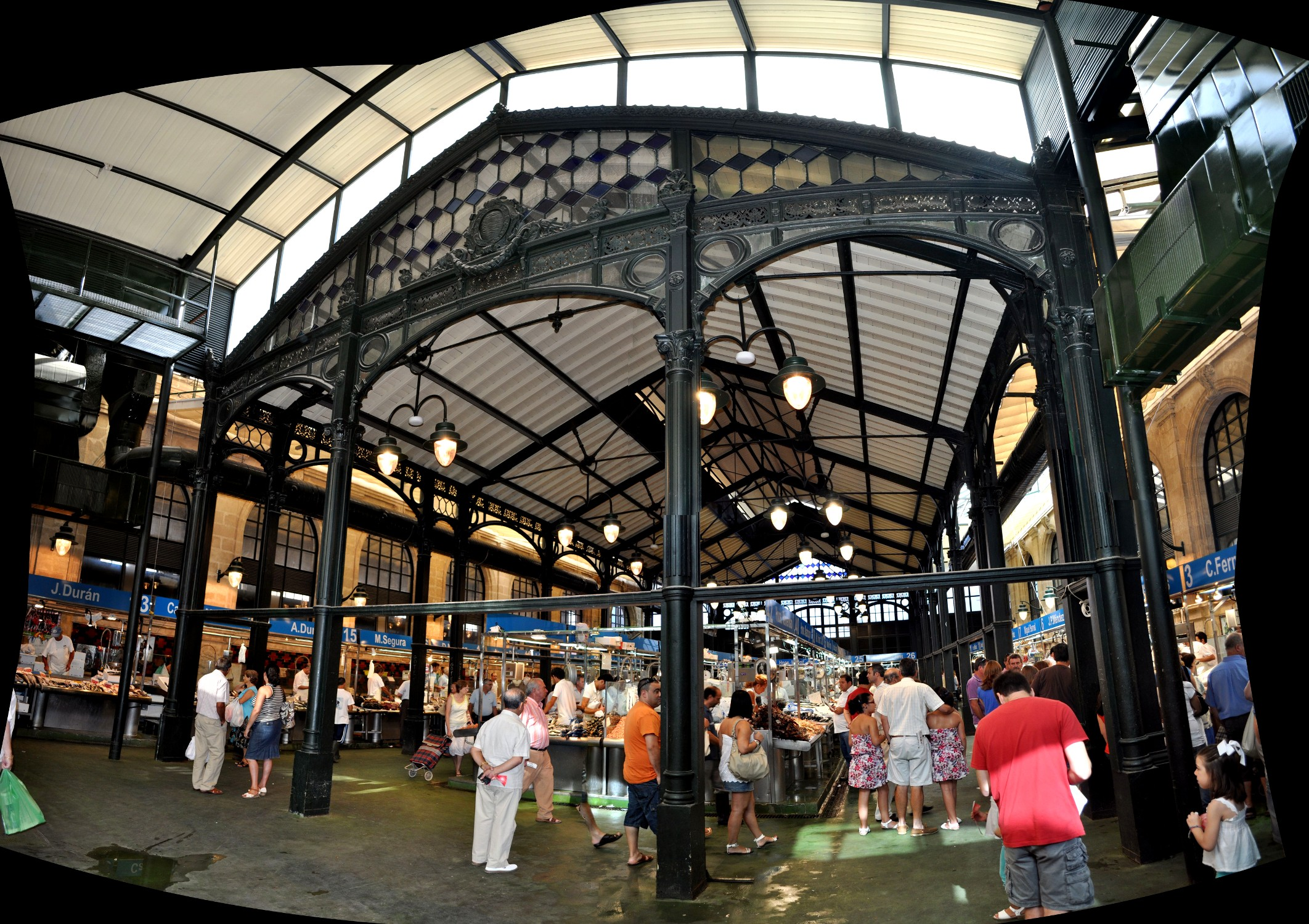
Panorámica acceso a la zona de pescadería, Mercado Central de Abastos de Jerez.

## Reformas
Los jerezanos conocemos popularmente al Mercado Central de Abastos de Jerez como “la Plaza”. De estilo neoclásico y con elementos constructivos propios de la época como el hierro, la cristalería, la cerámica vidriada y la piedra, ...
La base del edificio actual fue construido entre 1873 y 1885 por el arquitecto municipal José Esteve y López. Fue levantado sobre terrenos del convento de San Francisco, expropiado tras la desamortización de Mendizábal.
- Años 50

La primera remodelación de la plaza sucedió a finales de los años 50. De la portada principal se derribaron las tres naves que daban a la Plaza Esteve, para hacer el edificio conocido como Magistratura de Trabajo, muy criticado entonces y aún en el presente por su estética funcional y estructuralista.

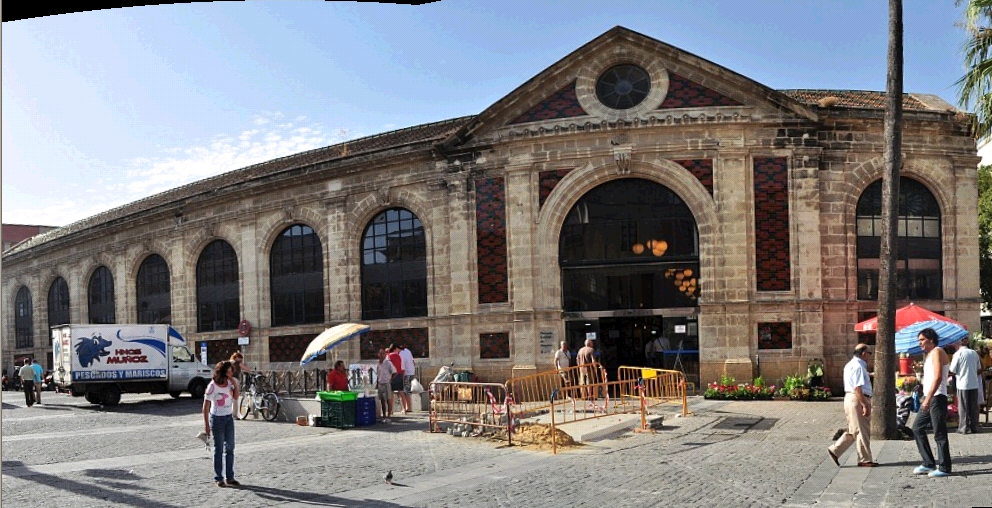
Entrada al Mercado de Abastos desde la calle Doña Blanca.

Hasta entonces el edificio del mercado tenía dos plantas y se complementaba con puestos en la calle donde adquirir diversos productos.
- Años 80

A comienzos de los años 80, el mercado contaba con 227 puestos, los cuales estaban en un lamentable estado de abandono. El Mercado Central tuvo que cerrarse al público el 2 de junio de 1983. Durante las obras, los comerciantes se establecieron en el también municipal Mercado de Abastos de Madre de Dios. Aprovechando la rehabilitación del edificio se destruyó parte de él para construir el edificio del IARA (Instituto Andaluz de la Reforma Agraria), obra de Fernando de la Cuadra y cuyo valor arquitectúnico está en entredicho
Además de la rehabilitación del edificio, durante las obras de mejora de los años 1983 y 1984, se construyeron puestos en las afueras del recinto, junto a la fachada lateral de la Iglesia de San Francisco.
- Siglo XXI

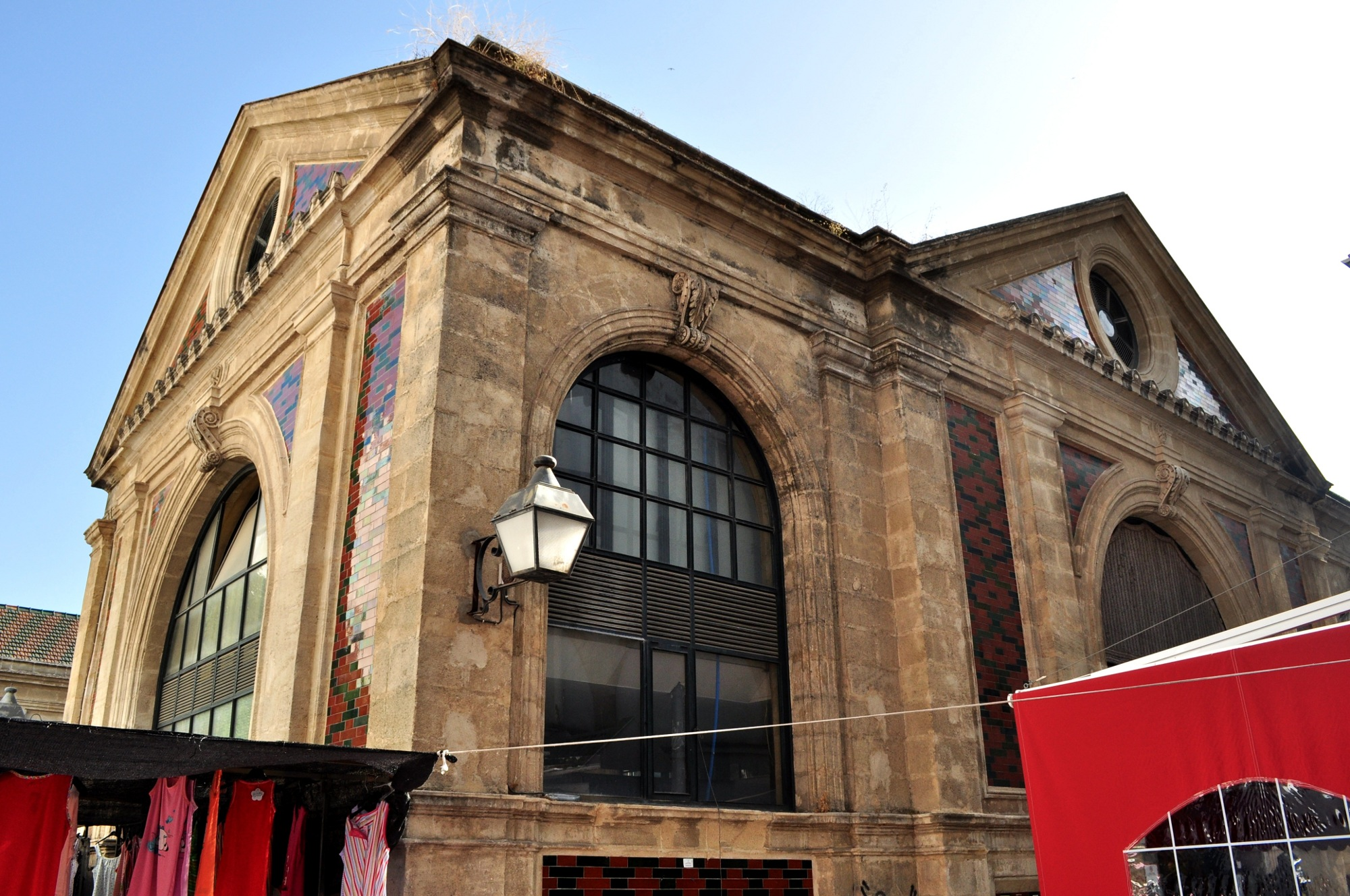
Detalle de la vidriera.

En 2007 se reformó ampliamente el mercado, principalmente la nave de venta de pescado, donde se demolieron los 41 puestos y se sustituyeron por otros nuevos, prefabricados en acero. Se ampliaron los pasillos, para facilitar el tránsito de clientes, y se reformó el suelo, mucho menos resbaladizo.
La reforma integral también afectó al cambio de la solería, las canalizaciones y la rehabilitación de las cubiertas.
En junio de 2010, se introdujeron cambios en el sistema de refrigeración, posibilitando el aire acondicionado en las diferentes naves del mercado.
En 2016 se invirtieron 80.000 euros en diversos arreglos de electricidad, suelos y cubiertas.

## Galería
|  |  |  |

|  |